# ソングライン (競走馬)
ソングライン（欧字名:Songline、2018年3月4日 - ）は、日本の競走馬。主な勝ち鞍は2022年・2023年の安田記念連覇、 2023年のヴィクトリアマイル。
2023年度のJRA賞最優秀4歳以上牝馬、最優秀マイラーである。

## 戦績
2018年3月4日に北海道勇払郡安平町のノーザンファームで生まれ、一口馬主クラブ法人サンデーレーシングの所有馬となった。「オーストラリアに伝わる道の名」からソングラインと命名され、美浦トレーニングセンターの林徹厩舎に入厩した。

### 2歳（2020年）
6月20日東京の2歳新馬戦(芝1400m)でデビューしクールキャットの2着に敗れる。続く11月22日の2歳未勝利戦(芝1600m)で初勝利を挙げる。

### 3歳（2021年）
1月16日に紅梅ステークスに出走し2着に3馬身差をつけて2勝目を挙げる。4月11日には桜花賞に鞍上池添謙一で出走するが15着に大敗する。5月9日にはNHKマイルカップに出走。最後の直線で先頭に出るが大外から追い込んできたシュネルマイスターにハナ差でかわされ2着となる。林徹調教師はグリーンチャンネルの番組に出演した際に「1週間前の追い切りは抜群の動きだった。この状態を競馬まで。でももっと踏み込んで、追い切り以外の部分でもしっかりトレーニングする。強度が上がったらリスクあるが、さらに攻めていればと。体幹が鍛えれれてなかったのが（ゴール前でヨレた）原因かも。調教師として勇気を持って攻めれていれば違った結果だったかも」と述懐し、この敗戦が翌年の安田記念勝利へつながったという。
続く8月15日には関屋記念に出走。1番人気であったが最後の直線で伸びたロータスランドを捉え切れずにカラテにもかわされ3着となった。10月23日には富士ステークスに前走と同じく1番人気で出走。最後の直線で先頭に立つと追走してきたサトノウィザードを振り切り優勝。重賞初勝利を挙げるとともにマイルチャンピオンシップへの優先出走権を獲得した。その後同年は阪神カップに出走、1番人気に支持されたが、15着と大敗した。

### 4歳（2022年）
4歳の初戦にはサウジアラビアで行われるサウジカップデーの競走のひとつ・1351ターフスプリント（G3）に出走。クリストフ・ルメール鞍上のもと、レース中は馬群中団に構えて進み、直線で抜け出し、追い上げてきた2着馬カサクリードをクビ差退けて勝利した。
帰国後、5月15日に行われたヴィクトリアマイルに出走。2番人気で迎えたレースでは、好スタートを切って先行し中団を追走。しかし最後の直線では伸びきれず5着に敗れた。鞍上の池添謙一は「ゴチャつきかけたのでスムーズさを優先して引いたことで位置取りが悪くなってしまった。3角ではつまずくところもあった」とコメントし、「うまく乗れずに申し訳ないです」と悔しさを滲ませた。
続いて、中2週のローテーションで安田記念に出走。4番人気で迎えたレースでは、中団でレースを進め、最後の直線では外から追い比べを制しその内から追い込んだ2番人気シュネルマイスターにクビ差をつけ優勝。GI初制覇を果たした。ソングラインを管理する林徹調教師にとっても初のGIタイトルとなった。鞍上の池添は「何とかこの馬でG1タイトルを取りたいと思っていた。厩舎の期待に応えたいという、その一心で騎乗した。最後にグイっとひと伸びしてくれて勝ったと思いました」とコメントした。
秋は最大目標としてアメリカ・キーンランド競馬場で行われるブリーダーズカップ・マイル（G1）を目標とすることになり、復帰初戦は中京競馬場で行われたセントウルステークスに出走したが5着に敗れた。その後一旦放牧に出されたが、喉頭蓋の腫れが判明し万全な状態での出走が難しくなったため、アメリカ遠征を取りやめた。その後、仕切り直しとして香港マイルへの参戦を模索し、同レースの選定馬に選出されたが、右前脚の蹄の内側を痛めたため、出走を辞退した。

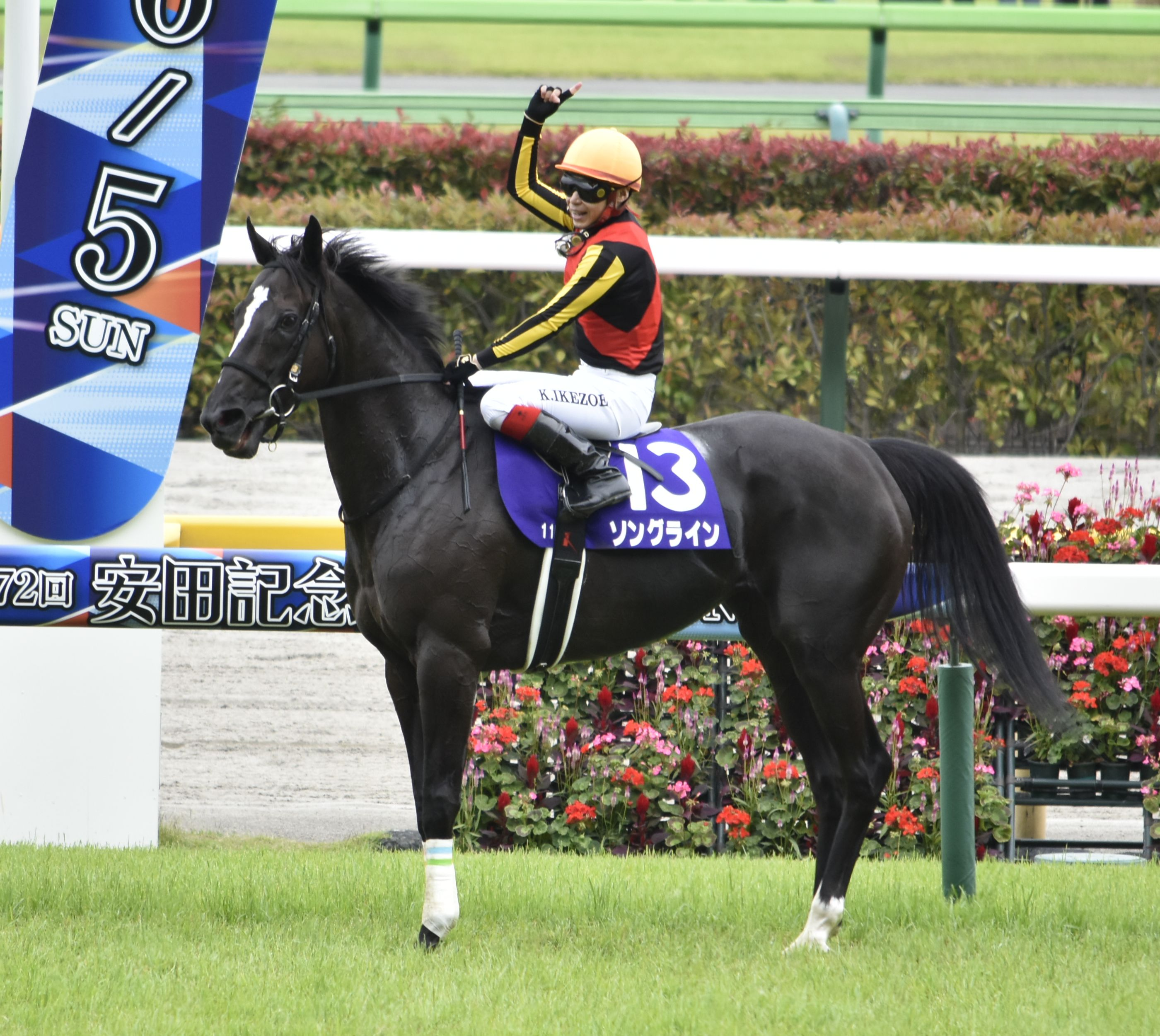
安田記念
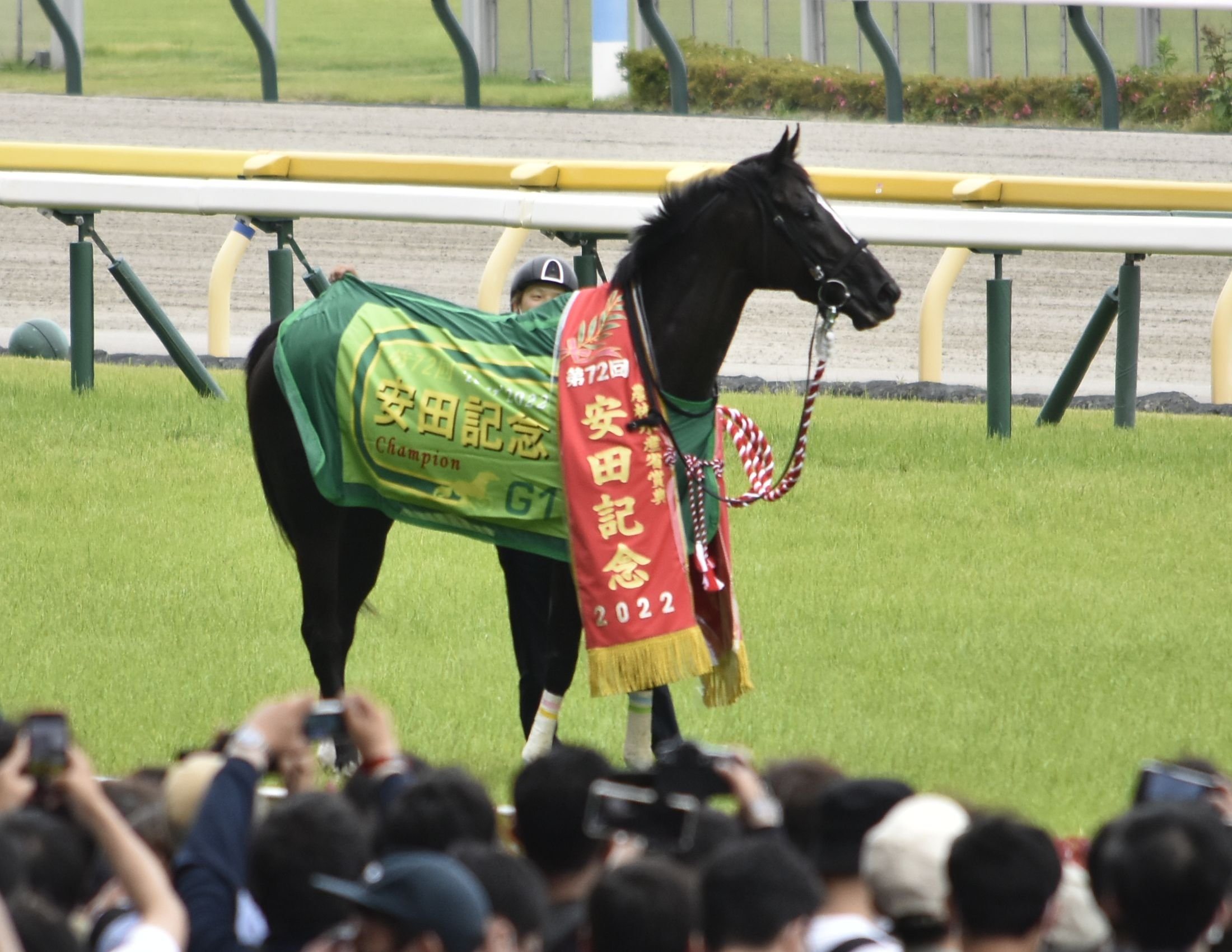
安田記念

### 5歳（2023年）
復帰初戦は前年同様にサウジアラビアへの遠征となり、連覇を目指した1351ターフスプリントに出走したが、直線で伸びを欠き10着と大敗した。
海外遠征後の復帰戦となる5月14日に東京競馬場で行われたヴィクトリアマイルでは新たに戸崎圭太を鞍上に迎えた。レースでは直線コースで内から追い込み、抜け出したソダシを内からゴール寸前でわずかにかわして、アタマ差をつけてGI通算2勝目を挙げた。
6月4日に東京競馬場で行われた第73回安田記念でも戸崎圭太を鞍上に迎え、レースではジャックドールやセリフォスを外から差し、背後から迫るシュネルマイスターから逃げ切りGI通算3勝目を挙げた。安田記念連覇は、1952年と1953年のスウヰイスー、1992年と1993年のヤマニンゼファー、2008年と2009年のウオッカ以来史上4頭目、ヴィクトリアマイルと安田記念を連勝した馬は2009年のウオッカ以来史上2頭目となった。
レース後は放牧に出され、秋は最大目標として前年断念したブリーダーズカップ・マイルを目指すことになった。秋初戦となった10月8日の毎日王冠でエルトンバローズの2着に敗れたのち、アメリカ・サンタアニタ競馬場でのブリーダーズカップ・マイルに2年越しの参戦となったが、5着と敗れた。このレースが現役最終戦となり、11月22日、オーナーのサンデーレーシングにより現役引退が発表された。12月1日付でJRAとしての競走馬登録を抹消され、北海道安平町のノーザンファームで繁殖牝馬として供用される。
この年は最優秀4歳以上牝馬・最優秀マイラーと2つのJRA賞を受賞したが、年度代表馬を除いて同一年に複数のJRA賞を受賞するのは2007年のダイワスカーレット以来16年ぶり、廃止された最優秀父内国産馬も除くと1998年のタイキシャトル以来25年ぶりとなった。

## 競走成績
以下の内容は、JBISサーチ、netkeiba.com、サカブジョッキークラブ、Racing PostおよびEquibaseの情報に基づく。
| 競走日     | 競馬場       | 競走名        | 格   | 距離（馬場）  | 頭 数 | 枠 番 | 馬 番 | オッズ （人気） | 着順 | タイム （上り3F） | 着差  | 騎手        | 斤量 [kg] | 1着馬（2着馬）         | 馬体重 [kg] |
| ---------- | ------------ | ------------- | ---- | ------------- | ----- | ----- | ----- | --------------- | ---- | ----------------- | ----- | ----------- | --------- | ---------------------- | ----------- |
| 2020.06.20 | 東京         | 2歳新馬       |      | 芝1400m（稍） | 16    | 5     | 10    | 002.60（1人）   | 02着 | R1:23.7（34.7）   | -0.3  | 0D.レーン   | 54        | クールキャット         | 468         |
| 0000.11.22 | 東京         | 2歳未勝利     |      | 芝1600m（良） | 18    | 2     | 3     | 003.10（2人）   | 01着 | R1:34.1（34.1）   | -0.5  | 0丸山元気   | 54        | （トーセンメラニー）   | 482         |
| 2021.01.16 | 中京         | 紅梅S         | L    | 芝1400m（良） | 11    | 6     | 6     | 002.90（1人）   | 01着 | R1:20.6（35.3）   | -0.5  | 0C.ルメール | 54        | （ララクリスティーヌ） | 480         |
| 0000.04.11 | 阪神         | 桜花賞        | GI   | 芝1600m（良） | 18    | 8     | 16    | 014.70（7人）   | 15着 | R1:33.1（35.0）   | -2.0  | 0池添謙一   | 55        | ソダシ                 | 478         |
| 0000.05.09 | 東京         | NHKマイルC    | GI   | 芝1600m（良） | 18    | 5     | 10    | 016.90（7人）   | 02着 | R1:31.6（34.3）   | -0.0  | 0池添謙一   | 55        | シュネルマイスター     | 480         |
| 0000.08.15 | 新潟         | 関屋記念      | GIII | 芝1600m（良） | 17    | 6     | 11    | 001.80（1人）   | 03着 | R1:32.9（34.0）   | -0.2  | 0池添謙一   | 51        | ロータスランド         | 486         |
| 0000.10.23 | 東京         | 富士S         | GII  | 芝1600m（良） | 17    | 1     | 1     | 003.90（1人）   | 01着 | R1:33.2（33.9）   | -0.0  | 0池添謙一   | 52        | （サトノウィザード）   | 484         |
| 0000.12.25 | 阪神         | 阪神C         | GII  | 芝1400m（良） | 18    | 8     | 17    | 004.10（1人）   | 15着 | R1:21.5（35.4）   | -1.2  | 0池添謙一   | 54        | グレナディアガーズ     | 484         |
| 2022.02.26 | KAA          | 1351ターフSP  | G3   | 芝1351m（GF） | 14    | 2     | 14    | 006.00（2人）   | 01着 | R1:18.00          | -0.04 | 0C.ルメール | 55.1      | （Casa Creed）         | 計不        |
| 0000.05.15 | 東京         | ヴィクトリアM | GI   | 芝1600m（良） | 18    | 1     | 2     | 005.40（3人）   | 05着 | R1:32.5（33.2）   | -0.3  | 0池添謙一   | 55        | ソダシ                 | 486         |
| 0000.06.05 | 東京         | 安田記念      | GI   | 芝1600m（良） | 18    | 7     | 13    | 008.20（4人）   | 01着 | R1:32.3（32.9）   | -0.0  | 0池添謙一   | 56        | （シュネルマイスター） | 482         |
| 0000.09.11 | 中京         | セントウルS   | GII  | 芝1200m（良） | 13    | 7     | 11    | 003.20（2人）   | 05着 | R1:06.9（33.1）   | -0.7  | 0C.ルメール | 56        | メイケイエール         | 484         |
| 2023.02.25 | KAA          | 1351ターフSP  | G3   | 芝1351m（GF） | 13    | 2     | 11    | 002.90（1人）   | 10着 | R1:18.62          | -1.13 | 0C.ルメール | 55.3      | Bathrat Leon           | 計不        |
| 0000.05.14 | 東京         | ヴィクトリアM | GI   | 芝1600m（良） | 16    | 3     | 6     | 007.60（4人）   | 01着 | R1:32.2（33.2）   | -0.0  | 0戸崎圭太   | 56        | （ソダシ）             | 488         |
| 0000.06.04 | 東京         | 安田記念      | GI   | 芝1600m（良） | 18    | 8     | 18    | 007.40（4人）   | 01着 | R1:31.4（33.1）   | -0.2  | 0戸崎圭太   | 56        | （セリフォス）         | 480         |
| 0000.10.08 | 東京         | 毎日王冠      | GII  | 芝1800m（良） | 12    | 7     | 10    | 002.00（1人）   | 02着 | R1:45.3（33.5）   | -0.0  | 0戸崎圭太   | 57        | エルトンバローズ       | 490         |
| 0000.11.04 | サンタアニタ | BCマイル      | G1   | 芝8F（Fm）    | 13    | 10    | 10    | 004.30（1人）   | 05着 | R1:32.70          | -0.25 | 0戸崎圭太   | 56        | Master Of The Seas     | 計不        |

- 海外の競走の「枠番」欄にはゲート番を記載
- 海外のオッズ・人気は現地主催者発表のもの（日本式のオッズ表記とした）

## 繁殖成績
引退後は北海道安平町にあるノーザンファームで繁殖牝馬となった。初年度はスワーヴリチャードと交配した。
2025年1月16日、初仔となる牝馬を出産した。
|      | 誕生年 | 馬名                   | 毛色 | 父                 | 性 | 厩舎 | 馬主 | 戦績 | 出典 |
| ---- | ------ | ---------------------- | ---- | ------------------ | -- | ---- | ---- | ---- | ---- |
| 初仔 | 2025年 | （ソングラインの2025） |      | スワーヴリチャード | 牝 |      |      |      |      |

## 血統表
| ソングラインの血統              | ソングラインの血統                                     | ソングラインの血統                                     | （血統表の出典）                                       | （血統表の出典）    |
| 父系                            | サンデーサイレンス系                                   | サンデーサイレンス系                                   | サンデーサイレンス系                                   | [ § 2 ]             |
| 父 キズナ 2010 青鹿毛           | 父の父ディープインパクト 2002 鹿毛                     | *サンデーサイレンス                                    | Halo                                                   | Halo                |
| 父 キズナ 2010 青鹿毛           | 父の父ディープインパクト 2002 鹿毛                     | *サンデーサイレンス                                    | Wishing Well                                           |                     |
| 父 キズナ 2010 青鹿毛           | 父の父ディープインパクト 2002 鹿毛                     | *ウインドインハーヘア                                  | Alzao                                                  | Alzao               |
| 父 キズナ 2010 青鹿毛           | 父の父ディープインパクト 2002 鹿毛                     | *ウインドインハーヘア                                  | Burghclere                                             |                     |
| 父 キズナ 2010 青鹿毛           | 父の母*キャットクイル Catequil 1990 鹿毛               | Storm Cat                                              | Storm Bird                                             | Storm Bird          |
| 父 キズナ 2010 青鹿毛           | 父の母*キャットクイル Catequil 1990 鹿毛               | Storm Cat                                              | Terlingua                                              |                     |
| 父 キズナ 2010 青鹿毛           | 父の母*キャットクイル Catequil 1990 鹿毛               | Pacific Princess                                       | Damascus                                               | Damascus            |
| 父 キズナ 2010 青鹿毛           | 父の母*キャットクイル Catequil 1990 鹿毛               | Pacific Princess                                       | Fiji                                                   |                     |
| 母 ルミナスパレード 2011 黒鹿毛 | 母の父*シンボリクリスエス 1999 黒鹿毛                  | Kris S.                                                | Roberto                                                | Roberto             |
| 母 ルミナスパレード 2011 黒鹿毛 | 母の父*シンボリクリスエス 1999 黒鹿毛                  | Kris S.                                                | Sharp Queen                                            |                     |
| 母 ルミナスパレード 2011 黒鹿毛 | 母の父*シンボリクリスエス 1999 黒鹿毛                  | Tee Kay                                                | Gold Meridian                                          | Gold Meridian       |
| 母 ルミナスパレード 2011 黒鹿毛 | 母の父*シンボリクリスエス 1999 黒鹿毛                  | Tee Kay                                                | Tri Argo                                               |                     |
| 母 ルミナスパレード 2011 黒鹿毛 | 母の母ルミナスポイント 2003 青鹿毛                     | アグネスタキオン                                       | *サンデーサイレンス                                    | *サンデーサイレンス |
| 母 ルミナスパレード 2011 黒鹿毛 | 母の母ルミナスポイント 2003 青鹿毛                     | アグネスタキオン                                       | アグネスフローラ                                       |                     |
| 母 ルミナスパレード 2011 黒鹿毛 | 母の母ルミナスポイント 2003 青鹿毛                     | *ソニンク                                              | Machiavellian                                          | Machiavellian       |
| 母 ルミナスパレード 2011 黒鹿毛 | 母の母ルミナスポイント 2003 青鹿毛                     | *ソニンク                                              | Sonic Lady                                             |                     |
| 母系(F-No.)                     | (FN:B3)                                                | (FN:B3)                                                | (FN:B3)                                                | [ § 3 ]             |
| 5代内の近親交配                 | サンデーサイレンス 3×4=18.75%、Hail to Reason5×5=6.25% | サンデーサイレンス 3×4=18.75%、Hail to Reason5×5=6.25% | サンデーサイレンス 3×4=18.75%、Hail to Reason5×5=6.25% |                     |
| 出典                            | 1. 2. 3.                                               | 1. 2. 3.                                               | 1. 2. 3.                                               | 1. 2. 3.            |

- 叔母にデイリー杯2歳ステークス、函館スプリントステークス勝ち馬のジューヌエコール[39]。
- 3代母ソニンクの牝系からはロジユニヴァース、ランフォルセ、ディアドラ、ノーザンリバーなどの重賞勝ち馬が出ている。
- 7代母Lucaslandまで遡ると、メジャーエンブレム、Attractionも近親にあたる。